# Mi querida herencia
Mi querida herencia es una serie de televisión de comedia de situación mexicana producida y creada por Elías Solorio Lara para Televisa. La serie se estrenó por Las Estrellas el 29 de agosto de 2019. Está protagonizada por Roxana Castellanos y Paul Stanley, junto con un reparto coral.
La serie fue renovada para una tercera temporada, que se estrenó el 15 de abril de 2021.

## Trama
La serie gira entorno de Carlos Fernández de León (Paul Stanley), un inmaduro y parrandero hombre que es mantenido por su papá. Cuando su padre muere, este decide dejarle todos sus bienes a Carlos, con una condición muy en particular: que Carlos contraiga matrimonio; o de lo contrario, todos sus bienes pasarían a manos de Diego (Agustín Arana), el primo de Carlos que muy ambicioso, que hará lo que fuera por que Carlos no se quede con la herencia. Carlos no se queda con los brazos cruzados y cumple la condición que le impone su padre y se casa con la primera mujer que se le cruza en su camino, siendo Deyanira Rubí (Roxana Castellanos), una camarera que tiene a cargo a sus dos hermanos menores y con graves problemas económicos por saldar. Carlos nunca imaginaría que en una escondida cláusula del testamento, estipulaba que su matrimonio deberá durar un mínimo de 5 años, por lo que Carlos y Deyanira tendrán que convivir por ese lapso de tiempo, viviendo una serie de aventuras y desventuras por tratar de cumplir la voluntad del padre de Carlos.
En la segunda temporada, Carlos y Deyanira siguen fingiendo un sólido y amoroso matrimonio. Ahora Diego pretende hacer que ellos se divorcien para quedarse con el dinero, junto a su fiel y algo torpe amigo, Matías (Luis Orozco). Pamela (Eva Cedeño), la exnovia de Carlos, llega a la ciudad tras enterarse de este matrimonio y buscará separarlos —con la ayuda de Diego—, pues no supera la idea que Carlos haya elegido a Deyanira como esposa, en lugar de ella.

## Reparto

### Reparto principal
- Roxana Castellanos como Deyanira Rubí
- Paul Stanley como Carlos Fernández de León «Charly»
- Luz Aldán como Jeny (temporada 1)
- Bárbara Islas como Britny[8]
- Agustín Arana como Diego Ruíz
- Luis Orozco como Matías
- Mauricio Mancera como Javier
- Macaria como la Nana Pilar
- Alexander Tavizon como Max
- Ceci Flores como Dayana
- Patricio Castillo como Gregorio Fernández (temporada 1-3)
- Eva Cedeño como Pamela (temporada 2)[9]
- Édgar Vivar como el Notario (invitado especial, temporada 1; principal, temporada 2)
- Natalia Madera como Escarlet (invitada especial, temporada 2; principal, temporada 3)

### Estrellas invitadas especiales
- Ingrid Martz como Sophie
- Alejandra Bogue como Extravaganza

## Episodios
| Temporada | Temporada | Episodios | Episodios | Emisión original     | Emisión original        |
| Temporada | Temporada | Episodios | Episodios | Primera emisión      | Última emisión          |
| --------- | --------- | --------- | --------- | -------------------- | ----------------------- |
|           | 1         | 13        | 13        | 29 de agosto de 2019 | 21 de noviembre de 2019 |
|           | 2         | 12        | 12        | 5 de octubre de 2020 | 21 de diciembre de 2020 |
|           | 3         | 12        | 12        | 15 de abril de 2021  | 1 de julio de 2021      |

## Audiencia
| Temporada | Horario (CT)            | Episodios | Primera emisión      | Primera emisión      | Última emisión          | Última emisión       | Promedio de espectadores (millones) |
| Temporada | Horario (CT)            | Episodios | Fecha                | Audiencia (millones) | Fecha                   | Audiencia (millones) | Promedio de espectadores (millones) |
| --------- | ----------------------- | --------- | -------------------- | -------------------- | ----------------------- | -------------------- | ----------------------------------- |
| 1         | jueves 23:00 - 23:30 h. | 13        | 29 de agosto de 2019 | —                    | 21 de noviembre de 2019 | —                    |                                     |
| 2         | lunes 23:00 - 23:30 h.  | 12        | 5 de octubre de 2020 | 1.5                  | 21 de diciembre de 2020 | 1.6                  | 1.07                                |
| 3         | jueves 23:00 - 23:30 h. | —         | 15 de abril de 2021  | 1.2                  | —                       | —                    |                                     |